# Migbelis Castellanos
Migbelis Castellanos (Cabimas, 7 giugno 1995) è una modella venezuelana incoronata Costa Oriental del Lago de Maracaibo 2013,  Miss Venezuela 2013 e ha rappresentato la nazione sudamericana a Miss Universo 2014.

## Biografia
Ly Castellanos o "Belis", come viene chiamata sin dall'infanzia, è una giovane modella figlia di Isbelia Romero e Miguel Castellanos. Ha due fratelli, Miguel (giocatore di baseball negli Stati Uniti) e Moisés. Ha iniziato a lavorare per la televisione locale in un programma per bambini dell'emittente "TV COL", e in una apprezzata radio locale in un programma settimanale.
Ly Castellanos studia Comunicazione sociale presso l'università Rafael Belloso Chacín e scienze politiche presso l'università di Zulia.